# UGC George-V
L'UGC George V était un cinéma situé aux nos 144-146, avenue des Champs-Élysées, dans le 8e arrondissement de Paris, en France. 
Ouvert en 1938 et institution des Champs-Élysées, il reste un haut-lieu du cinéma à Paris pour avoir notamment projeté West Side Story sans interruption de 1961 à 1965, durant 219 semaines. Ce cinéma était intégré au groupe UGC depuis 1993 et comportait 11 salles dont la salle historique. Il ferme définitivement en 2020.
Ce site était desservi par les stations de métro Charles de Gaulle - Étoile et George V.

## Historique
Le cinéma est construit à l'emplacement des portiques des Champs-Élysées, ensemble de galeries construit en 1928 par Louis Grossard pour relier les le no 4, rue Arsène-Houssaye et le no 21, rue Lord Byron.
D'abord baptisé Les Portiques et à salle unique, il est inauguré le 25 octobre 1938 avec la projection de Nuits d'Andalousie de Herbert Maisch avec Imperio Argentina, en version espagnole.
Durant l'année 1945, le cinéma est réquisitionné pendant 8 mois et réservé aux troupes combattantes. Les militaires et un membre de leur famille peuvent assister chaque jour gratuitement aux représentations ayant lieu à 14h30 et 20h.
En 1951, le cinéma est rénové et renommé George V. Le début de l'avenue Georges V et sa station de métro éponyme sont en effet situés non loin, sur l'avenue des Champs-Élysées, quelques dizaines de mètres en contrebas.
À partir du 4 mars 1962, le George V va connaître ses heures de gloire en proposant West Side Story à l'affiche en exclusivité et va y être projeté sans interruption pendant 4 ans, 8 mois, et 10 jours. La salle est spécialement équipée du son en stéréo et d'une projection en Panavision 70, format dans lequel le film a été tourné.
Le cinéma est agrandi dans les années 1980. Trois petites salles sont ajoutées à l'adresse du 146, avenue des Champs-Élysées. Un restaurant au numéro 144 est racheté et transformé pour accueillir 7 salles auxquelles on accède par une entrée distincte, ce qui porte l'ensemble à 11 salles. Il est racheté par l'UGC en 1992.
Il est alors l'un des cinémas les plus fréquentés de l'avenue, avec 1 070 045 entrées pour l’année 2006.

## Fermeture
Le cinéma ferme définitivement ses portes le 30 juin 2020, sans avoir rouvert depuis la fermeture des cinémas le 15 mars 2020 en raison de la pandémie de Covid-19.
Selon Le Figaro, le bail des locaux n'a pas été renouvelé par le propriétaire de l'immeuble, la compagnie d'assurances Groupama, dans le projet de transformer l'immeuble en un hôtel de luxe. Par ailleurs, le nombre d'habitants et la fréquentation des salles sont en baisse dans ce quartier, tandis que la valeur foncière des locaux sur l'avenue augmente.
Un espace de projection privé, géré par Mk2 et comportant 8 salles pour un total de 1 010 places devait ouvrir en 2024 dans l'immeuble rénové, mais ce projet n'a finalement pas vu le jour.
Le George V est l'avant-dernier cinéma exploité par UGC sur l'avenue des Champs-Élysées. Après sa fermeture, l'UGC Normandie, situé une centaine de mètres en contrebas, devient l'unique établissement du groupe jusqu'à sa fermeture le 13 juin 2024.